# Het dorp Stepantsjikovo en zijn bewoners
Het dorp Stepantsjikovo en zijn bewoners (Russisch: Село Степанчиково и его обитатели, Selo Stepantsjikovo i jevo obitateli) is een komische roman van Fjodor Dostojevski uit 1859 over oom Jegor, een grootgrondbezitter die zich laat manipuleren door de klaploper Foma Fomitsj als een lokale Raspoetin avant la lettre.

## Samenvatting
Sergej Alexandrovitsj Rostanjev ontvangt een brief van zijn oom, kolonel Jegor Iljitsj Rostanjev, waarin deze hem uitnodigt naar zijn landgoed Stepantsjikovo terug te keren om te trouwen met zijn gouvernante Nastasja Jevgrafovna Jezjovikina. Daar blijkt dat oom Jegor eigenlijk zelf verliefd is op dit meisje van arme komaf, maar dat het verbond van klaplopers die op zijn landgoed logeren haar weg willen sturen. Hun onbetwiste leider is Foma Fomitsj Opiskin. Hij zwaait met de plak op Stepantsjikovo en weet de andere bewoners, waaronder de moeder van Jegor, te manipuleren. Hij verplicht de bedienden Frans te leren. Hij geeft een zedenpreek tegen de jonge lijfeigene Falalej omdat deze de komarinskaja gedanst heeft, een vulgaire boerendans. Voor oom Jegor heeft hij een andere huwelijkskandidate in gedachten: de plotseling rijke maar licht zwakzinnige en manzieke Tatjana Ivanovna.
Een andere gast, Mizintsjikov, vertrouwt Sergej 's avonds toe dat hij van plan is Tatjana te schaken. Oom Jegor heeft tegelijkertijd weer zijn geheim afspraakje in de tuin met Nastasja.
De volgende ochtend is Tatjana geschaakt, niet door Mizintsjikov, maar door Obnoskin, die onder invloed van zijn op geld beluste moeder handelde. Na een achtervolging komt Tatjana vrijwillig mee terug. Op Stepantsjikovo ontsteekt Foma Fomitsj in razernij. Oom Jegor is betrapt tijdens zijn afspraakje met Nastasja, en volgens Foma is haar eer hierdoor bezoedeld. De getergde kolonel laat deze belastering van zijn geliefde niet over zijn kant gaan en smijt zijn criticus zeven treden naar beneden zijn huis uit. Foma schreeuwt: "Ik ben speciaal door God zelf gezonden om de hele wereld te ontmaskeren in al haar gemeenheid!".
Beledigd vertrekt hij, maar hij sukkelt tijdens noodweer een sloot in. De bewoners smeken Foma om terug te keren. Hij geeft daarop zijn zegen aan een huwelijk tussen oom Jegor en Nastasja, en het komt tot een algemene verzoening. Foma weet de zaak zo te manipuleren dat het lijkt alsof die verzoening dankzij hem tot stand gekomen is, en hij mag op het landgoed blijven.
In de epiloog wordt verteld dat de moeder van de kolonel na 3 jaar overlijdt. Een jaar later sterft Tatjana en nog 3 jaar later blaast Foma zijn laatste adem uit. Natasja en Jegor leven samen hun gelukkig leven verder op het landgoed.

## Achtergrond
Het verhaal heeft de structuur van een komedie. De eerste schetsen zouden voor een toneelstuk geweest zijn, wat nog te merken is aan de dialogen en monologen. Het interessantste personage is Foma Fomitsj, iemand die niet geleerd is en niet van adel, maar toch zijn omgeving naar zijn pijpen weet te laten dansen. Hij staat in contrast met de goedzak oom Jegor, die alle partijen te vriend wil houden en zich gemakkelijk laat manipuleren.
De gebeurtenissen worden verteld door Sergej, die vooral de rol van waarnemer speelt. Hij kiest partij vóór zijn oom en tegen Foma.
Het woord dorp in de titel is gebruikt in de betekenis van een landgoed, het eigendom van grootgrondbezitter oom Jegor met zijn lijfeigenen.
Dostojevski schreef deze roman voor Mikhail Katkov, hoofdredacteur van De Russische Boodschapper. In een brief aan zijn broer Mikhail schreef hij: "Het verhaal dat ik aan het schrijven ben voor Katkov staat me tegen. Maar ik heb al een groot stuk geschreven, het is onmogelijk het weg te gooien om een nieuw verhaal te beginnen, en ik moet een schuld terugbetalen."
In een latere brief klonk hij optimistischer: "Ik ben ervan overtuigd dat er veel zwakke dingen in zitten; maar ik ben ervan overtuigd - daar verwed ik mijn leven op! - dat er ook zeer goede dingen in zitten. Ze kwamen recht uit het hart. Er zijn komische scènes die Gogol zonder aarzelen ondertekend zou hebben."
Redacteur Nekrasov van De Russische Boodschapper reageerde negatief: "Dostojevski heeft zijn tijd gehad. Hij zal niks belangrijks meer schrijven." Een mogelijke verklaring is dat het tegen de tijdgeest inging om een grootgrondbezitter sympathiek voor te stellen. Uiteindelijk publiceerde het tijdschrift de roman, maar Dostojevski werd er zeer karig voor betaald.

## Vertalingen
In 1955 verscheen een vertaling van R. van Meenen en U. de Wael bij de Wereldbibliotheek onder de titel Oom Jegor. Eén jaar later verscheen de vertaling van Hans Leerink in de Russische Bibliotheek.